# 가하다발라 왕조
가하다발라 왕조는 11~12세기 동안 오늘날 인도의 우타르프라데시주와 비하르주의 일부를 지배했던 힌두 크샤트리야 라지푸트 왕조였다. 그들의 수도는 갠지스 평원의 바나라스(오늘날의 바라나시)에 위치했고, 짧은 기간 동안, 그들은 카나우지도 지배했다.
왕조의 첫 번째 군주인 찬드라데바는 후칼라추리 왕조의 쇠퇴 후인 1090년 전 언젠가 주권국을 세웠다. 가하다발라 왕조는 후칼라추리 영토의 일부를 합병하고, 가즈나 제국의 급습을 막아냈으며, 팔라 제국과도 싸웠던 찬드라데바의 손자 고빈다찬드라 치하에서 전성기에 이르렀다. 1194년, 고빈다찬드라의 손자 자야찬드라가 고르 제국에게 패배했고, 이것은 가하다발라 왕조의 제국적인 힘을 효과적으로 끝냈다. 자야찬드라의 후계자들이 델리 술탄국 노예 왕조의 통치자 일투트미쉬(재위 1211–1236)에 의해 패배하며 왕조가 멸망했다.